# Marianum (Freistadt)

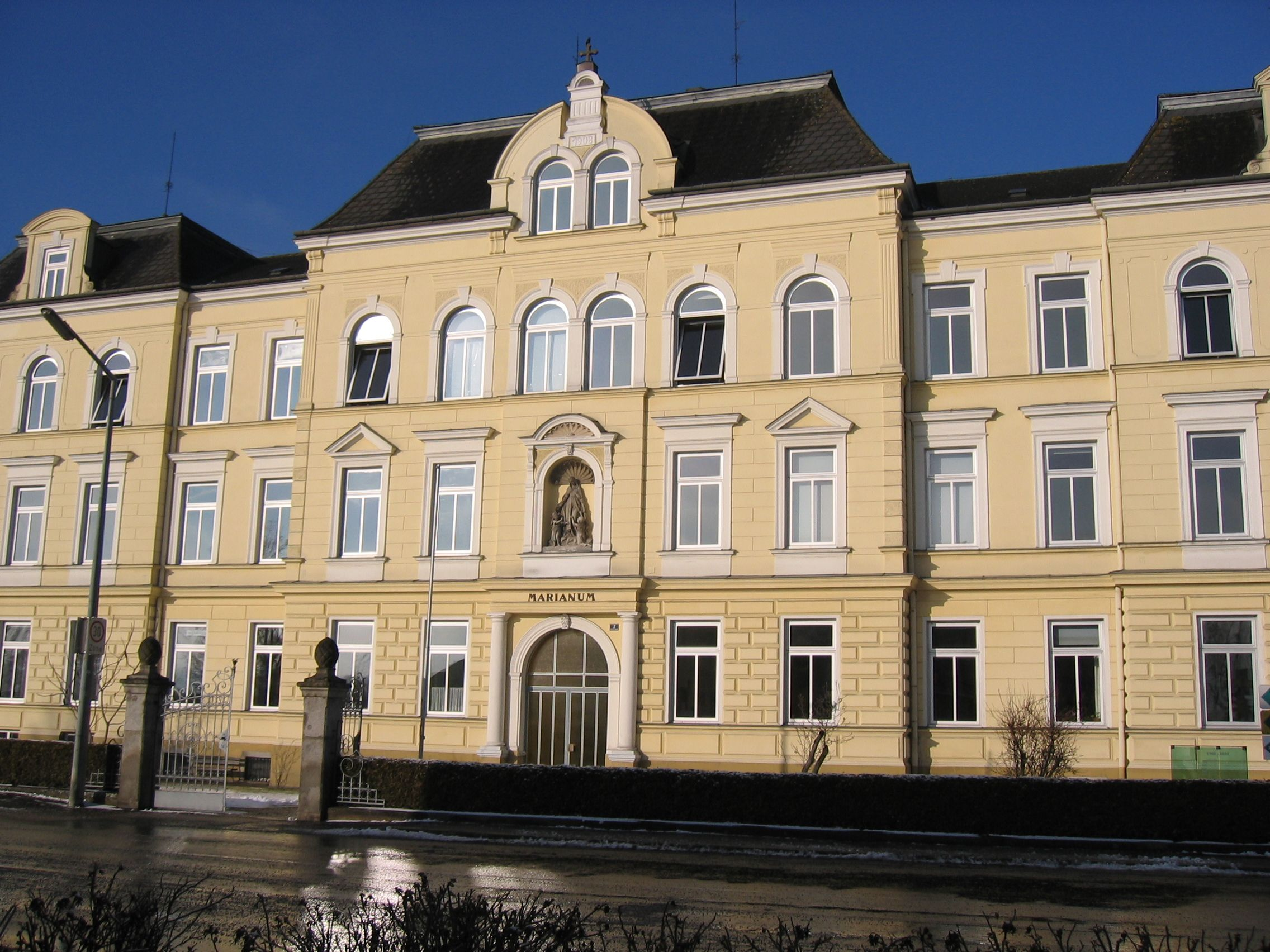
Der Südtrakt des Marianums

Das Marianum ist ein Kloster der Marianisten und eine Neue Mittelschule in Freistadt im Mühlviertel (St. Peter-Straße 2).
Das dreigeschoßige, mächtige Gebäude wurde zwischen 1901 und 1908 als Schule mit einem Internat und Kloster errichtet und beherbergte im Zweiten Weltkrieg ein Lazarett. Ursprünglich eine reine Buben-Schule dürfen seit dem Schuljahr 1986/87 auch Mädchen die Schule besuchen.

## Geschichte
Im Jahr 1900 erfuhren die Marianisten von einer brachliegenden Stiftung zur Betreibung einer Schule in Freistadt. Diese war von den Töchtern des Bürgermeisters von Freistadt, Ferdinand von Schiffer (1664–1742), aus seinem Vermögen eingerichtet worden, um Unterricht und Erziehung der Freistädter Jugend zu fördern. 1752 wurden die Piaristen Erben dieser Stiftung, und führten ab 1760 einige Schulen in Freistadt (das Piaristenhaus ist die heutige Sparkasse am Hauptplatz). Hier am Ort hatten sie ein Landhaus. Nachdem die Piaristenniederlassung 1875 aufgelassen wurde, lag die Stiftung brach.
Am 21. August 1900 kamen die ersten Marianisten, Direktor Johann Zach und Adolf Smetana, in die Stadt, nachdem der Linzer Bischof Franz Maria Doppelbauer und der Superior der Marianisten in Graz, Pater Hippolyt Hamm, mit der Stadt über die Weiterführung der Stiftung verhandelt hatten.
Noch im Herbst 1900 wurde eine Privatknabenvolksschule im ehemaligen Landhaus der Piaristen eingerichtet. Zugleich wurde auch ein Spiel- und Sportplatz hinter dem Haus angelegt, der heutige Marianumhof. Bald erwies sich das bestehende Landhaus als zu klein, daher wurde unter der Leitung des Freistädter Baumeisters Josef Grill ein Neubau errichtet.
Als erstes wurde 1902 der Osttrakt an der Promenadenseite fertiggestellt, die Volksschule übersiedelte dorthin. 1904 folgte der Westtrakt, hier wurde die Lehrerbildungsanstalt untergebracht. Der Nordtrakt wurde 1905 vollendet und beherbergt einen Turnsaal im Erdgeschoß, einen Schlafsaal im ersten Stock und eine Kapelle im zweiten Stock. Zuletzt wurde der Südtrakt am früheren Standort des Landhauses fertig; hier wurden das Schülerheim und das Bildungshaus angesiedelt.
Zusätzlich zum Schulbetrieb und zum Kloster wurde für die Versorgung eine Landwirtschaft im Marianum eingerichtet. Dazu wurde in Lest (Gemeinde Kefermarkt) ein Bauernhof, der Lester-Hof, gekauft und im Gebäude die notwendigen Ställe, Scheunen und Hütten errichtet. Weiters wurde für die Wäscherei und Tischlerei ein eigenes Gebäude nördlich des Marianums errichtet. Die Vorratsräume und die Küche waren im Kellergeschoß untergebracht, die Schneider- und Schusterwerkstatt in den Mansardenzimmern im Westtrakt. Die Mansarden des Südtraktes dienten als Schlafsäle für die Ordenskandidaten. Längst werden diese Räumlichkeiten für andere Zwecke genutzt.
Nach dem Anschluss wurde im Sommer 1938 die Schule geschlossen. Zu Beginn des Zweiten Weltkriegs wurde das Gebäude als NS-Schülerheim (zusätzlich zum städtischen Studentenkonvikt) und als Wehrmeldeamt genutzt. In den letzten Kriegsjahren wurde es vom Militär als Reservelazarett beansprucht. 1945 diente das Marianum kurzzeitig als Spital der Stadt. Eine Zwangsräumung durch die sowjetische Besatzungsmacht konnte knapp vermieden werden, und so konnten die Marianisten im Herbst 1945 den Schulbetrieb wieder aufnehmen. Mit geringen Änderungen besteht die Schule bis heute. 1986 wurde der Bauernhof (Lester-Hof) verkauft.

## Bau

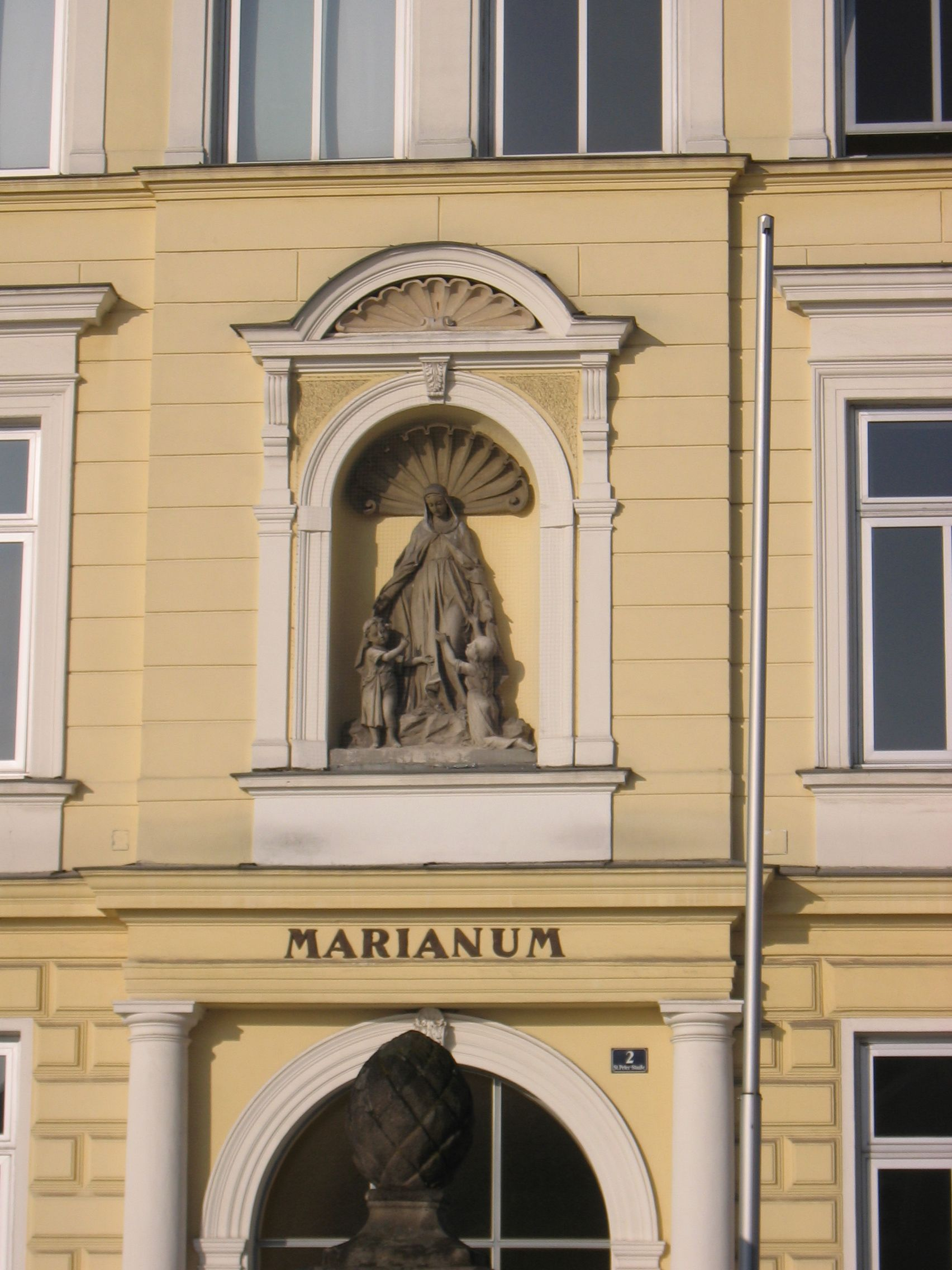
Eingangsportal mit Muschelnische

Das historisch erhaltene, dreigeschoßige Gebäude ist in vier Trakten um einen Innenhof gruppiert. Über der ehemaligen Kapelle ist ein Dachreiter mit Glockenhelm. Die späthistoristische Fassade ist geprägt von Gesimsen und überdachten Fenstern im ersten Obergeschoß. Eine weitere Gliederung der Fassade erfolgt durch Risalite. Das rundbogige Eingangsportal ist von Säulen flankiert, und darüber befindet sich eine Muschelnische mit einer Marienstatue.
Im Inneren sind im Foyer Rundbogenarkaden mit Kappengewölbe auf Pfeilern zu finden. In den Seitenflügeln gibt es zweiläufige Treppenhäuser mit Gusseisengeländern. Eine Glocke mit der Jahreszahl 1644 wird innerhalb des Gebäudes verwahrt.

## Kloster

### Superioren(Leiter) der Kommunität
- Zach Johann 1900–1922
- Münch Karl 1922–1924 und 1942–1945
- Vogel Emil 1924–1939
- Reisp Franz 1939–1942 und 1945–1951
- Barth Franz 1951–1953 und 1985–1986
- Buchinger Franz 1953–1959
- Penall Josef 1959–1965 und 1971–1979
- Astleitner Ludwig 1965–1971
- Peyr Gottfried 1979–1985, 1989–2001, 2007–2013, 2015–
- Baier Joseph 1986–1989
- Brandstetter Helmut 2001–2007
- Leitner Alois 2013 - 2015 (verstorben am 19. Oktober 2015)

## Hauptschule / Neue Mittelschule

### Geschichte
Im Herbst 1900 wurde im ehemaligen Landhaus der Piaristen eine Privatknabenvolksschule mit drei Klassen und 75 Schülern eingerichtet. Zusätzlich musste laut den Stiftungsstatuten eine niedrige gewerbliche Fortbildungsschule eingerichtet werden. Im Februar 1901 erhielt die Volksschule das Öffentlichkeitsrecht. 
1904 übersiedelte das Scholastikat der Marianisten von Graz nach Freistadt, die Lehrerbildungsanstalt erhielt 1910 das Öffentlichkeitsrecht. 1907 gründeten die Marianisten außerdem eine Bürgerschule, damals die erste und einzige im gesamten Mühlviertel (Öffentlichkeitsrecht 1910). 1908 kam noch ein Schülerheim hinzu. Während des Ersten Weltkriegs waren viele Lehrer zum Militär eingezogen; es war oft schwierig, die nötigen Lehrkräfte zur Verfügung zu stellen.
Die dreiklassige Bürgerschule bot zwischen 1915 und 1922 auch einen einjährigen Lehrkurs zur Vorbereitung auf die Mittelschule oder die Lehrerbildungsanstalt. Die Bürgerschule wurde im Sommer 1929 aufgelöst und als Hauptschule weitergeführt. Der letzte Bürgerschüler des Marianums hatte die Katalognummer 1.700.
Nach dem Anschluss konnte das Schuljahr 1937/38 noch abgeschlossen werden; am 26. Juli 1938 wurde dem Marianum das Öffentlichkeitsrecht entzogen. Die Schule wurde geschlossen. Wieder mussten viele Marianisten zum Militär einrücken oder gingen ins Ausland. 
Im Herbst 1945 konnten die Volks- und Hauptschule wieder mit dem Unterricht beginnen, die Lehrerbildungsanstalt wegen Personalmangels nicht mehr. Zuerst wurde das Öffentlichkeitsrecht jährlich verlängert, 1953 wurde es auf Dauer vergeben. 
In den ersten Jahren fand die Schule einen hohen Zuspruch. 1962 wurde die Volksschule auf Grund finanzieller Schwierigkeiten aufgelassen. Das Internat wurde vor allem von den Hauptschülern in Anspruch genommen. Durch die Konkurrenz aus Linz mit billigeren Heimen nahm auch hier die Anzahl der Schüler ab. Zusätzlich gab es, weil die Regionalleitung endgültig in den 1904 erworbenen Greisinghof in Tragwein übersiedelte, weniger Ordensleute zur Beaufsichtigung der Schüler, daher wurde im Sommer 1988 das Schülerheim aufgelassen. 
Mit dem Schuljahr 1986/87 begann die Neue Hauptschule mit Leistungsgruppen anstatt Klassenzügen. Im gleichen Schuljahr durften erstmals Mädchen die Schule besuchen. 
Das Marianum als erste Hauptschule des Mühlviertels ist mit rund 300 Schülern nach wie vor eine der größten Hauptschulen im Mühlviertel. Die Schülerzahlen steigen stetig, und die Schule ist bekannt für ihre gute Faustball-Schülermannschaft; so wurde die Mädchen-Mannschaft im Schuljahr 2006/2007 Bundesmeister. Bei den österreichischen Schulmeisterschaften der Faustballer 2015 ging unter acht männlichen „Unter 14-Teams“ der Bundesmeistertitel an die Mannschaft der Neuen Mittelschule Marianum.

### Besonderheiten
- Freiwilliger Faustball-Unterricht ab der 2. Klasse
- Informatik-Unterricht in der 3. und 4. Klasse mit Erwerbsmöglichkeit der ICDL
- Bibliothek
- Marianumball (alle 3 Jahre)

### Direktoren
- Zach Johann 1900–1937
- Reisp Franz 1937–1938 und 1945–1953
- Buchinger Franz 1953–1959
- Penall Josef 1959–1965
- Pachinger Friedrich 1965–1996
- Brandstetter Helmut 1996–2011
- Hartmann Hedwig seit 2011

### Bekannte Absolventen und hier wirkende Personen
Die Liste ist keine vollständige Auflistung:
- Johann Blöchl (1895–1987), Politiker, Landeshauptmann-Stellvertreter Oberösterreich, Staatsbeauftragter für das Mühlviertel 1945 - 1955
- Jakob Gapp (1897–1943), Seliger, Ordensmitglied, Lehrer und Widerstandskämpfer gegen den Nationalsozialismus
- Franz Haunschmidt (1902–1975), Politiker, Abgeordneter zum Nationalrat
- Rupert Ruttmann (1906–1987), Heimatforscher, Dichter, Musiker und Sammler
- Rainer Widmann (1967), Politiker, Abgeordneter zum Nationalrat